# Marco inedito, dagli ultimi 100 giorni di Marco Pannella
Marco inedito, dagli ultimi 100 giorni di Marco Pannella è un film italiano del 2022 diretto da Simona Ventura, e da lei stessa ideato insieme a Giovanni Terzi. 

## Trama
La pellicola ripercorre gli ultimi cento giorni di vita del noto politico e attivista Marco Pannella, ancora caratterizzati dal suo forte impegno sociale.
Come ha spiegato la stessa regista, il "doc" cerca di mettere in risalto quei temi ad egli cari, come  il fine vita, la legalizzazione della cannabis, l'aborto, le condizioni dei carcerati. E ha aggiunto che il documentario ha anche lo scopo di far conoscere questo personaggio alle nuove generazioni.
La pellicola si apre con Pannella che racconta se stesso, a cui s'alternano le testimonianze di chi lo ha conosciuto da vicino: vi è anche presente l'ultima intervista del politico, rilasciata nel 2016.

## La produzione
Le riprese vennero effettuate nel marzo 2021, e in seguito vennero aggiunte le scene prese da vari archivi, il montaggio terminò nell'ottobre dello stesso anno. Uscì infine nelle sale il 10 dicembre 2022.

## Festival
È stato presentato fuori concorso al quarantesimo Torino Film Festival.